# Sélection de la ville hôte pour les Jeux olympiques de 2008
Cinq villes ont passé les sélections pour l'organisation des Jeux olympiques d'été de 2008 qui ont finalement été attribués à Pékin en Chine, le 13 juillet 2001. Les autres villes étaient Toronto au Canada, Paris en France, Istanbul en Turquie et Osaka au Japon. Le vote prit place lors de la 112e session du Comité international olympique au palais des congrès du Kremlin à Moscou. Fut également décidé le 16 juillet le successeur de Juan Antonio Samaranch à la tête du CIO.

## Sélection finale
Au premier tour de vote, seules Pékin, Toronto, Paris, et Istanbul restaient en course ; Osaka fut éliminée après n'avoir reçu que six voix. Au second tour, Pékin a reçu assez de voix pour atteindre la majorité absolue. Les résultats du vote étaient : Pékin a engrangé 56 votes, Toronto 22, Paris 18, et İstanbul 9. Même si certains ont affirmé que les candidatures de Paris et Toronto étaient techniquement supérieures, le CIO, sous la présidence de Juan Antonio Samaranch, était assez favorable voire avide de voir la Chine, pays le plus peuplé au monde, accueillir les Jeux olympiques. Même si beaucoup de pays ont approuvé cette décision, quelques groupes adverses ont rappelé que le problème des droits de l'homme en Chine la rendait inapte à recevoir ce titre. De façon à étouffer les critiques contre elle, Pékin a choisi pour slogan : « Nouveau Beijing, grandes olympiades » pour mettre l'accent sur les changements du pays vers de nouveaux idéaux.
À Toronto, beaucoup ont senti que la défaite de la ville a été un facteur important dans la victoire de Vancouver pour l'obtention des Jeux olympiques d'hiver de 2010.
| Ville    | Pays (CNO) | 1er tour | 2e tour |
| Pékin    | Chine      | 44       | 56      |
| Toronto  | Canada     | 20       | 22      |
| Paris    | France     | 15       | 18      |
| Istanbul | Turquie    | 17       | 9       |
| Osaka    | Japon      | 6        | -       |

## Villes candidates

### Paris

#### Historique

Premier logo

Logo final

Après le succès de la coupe du monde de football de 1998, la France songea à accueillir les Jeux olympiques d'été. Le pays étant resté sur l'échec de la candidature lilloise de 2004, où Paris ne voulut pas postuler.
Sérieusement envisagé à l'été 1998,, la candidature est officiellement confirmée au CIO par Jacques Chirac le 8 décembre 1998. La campagne est lancée avec un clip sur Stade 2 et une présentation à l'hôtel de ville le 17 décembre 1998.
Ce qui est déjà décrié, surtout par Libération. Le journal dénonce la position unilatérale de Jacques Chirac et cible plusieurs controverses : les affaires touchant le président du CIO, Juan Antonio Samaranch, les multiples affaires de corruptions qui éclatent (l'attribution polémique des olympiades de 2002), l'affaire Festina, le triomphe du lobbying et la question évacuée des droits de l'homme en Chine,.
Guy Drut, membre français du CIO, avec le recul critique, déclara que la candidature était une erreur, les Jeux étant promis à Pékin et que l'officieuse alternance des continents est complètement défavorable à une candidature européenne, Athènes accueillant les Jeux de 2004,,. Même contribuables associés avait mis en garde face à ce principe qui plombe les chances de la candidature.
Le siège du comité est installé le 25 mai 1999 à l'Hôtel de Montescot, rue des Archives, le budget est de 100 millions de francs, l'association est un groupement d'intérêt public. D'abord piloté par le maire de Paris Jean Tiberi et la ministre des Sports, Marie-George Buffet, le comité de candidature est confié fin 1999 à Claude Bébéar, sa tâche est également d'attirer les sponsors qui manquent à la candidature. Il remplace Philippe Bourguignon jugé peu convaincant. Le remplaçant envisagé devait être le sportif David Douillet qui fut refusé, il est un soutien public du RPR alors que le pouvoir est en pleine cohabitation. Le directeur général du comité est Noël de Saint-Pulgent.
La ville passe de ville requérante à ville candidate en 2000, devenant la seule ville européenne en lice avec l'élimination de Séville, mais allant plus loin que Lille trois ans plus tôt,.
Une partie de la promotion eut lieu aux olympiades de Sydney en 2000.
Le budget est 2.6 milliards $, le chiffre de 22 milliards de francs était également cité, voir 35 milliards de francs. La popularité était forte : 66 % d'opinions favorables, un sondage officiel donne même 89 %. Paris se vante d'une bonne organisation, d'une concentration de monuments et de sites, et attaque souvent le favori Pékin sur les droits de l'homme.
La commission dirigée par Hein Verbruggen, avec notamment Sergueï Bubka, pourtant visé par le procès de l'affaire Festina, visite la ville du 26 au 29 mars 2001. C'est là qu'il y eut une cassure polémique, sur la politique antidopage, Buffet demandant que si l'agence mondiale antidopage ne satisfait pas les objectifs, elle peut signer un protocole s'en séparant, les autres acteurs de la candidature se plaignent que la ministre ne soit pas conciliante,,,. La ministre créa en effet le Conseil de prévention et de lutte contre le dopage dont la politique est très restrictive, alors que le CIO veut être le seul décideur sur les moyens de lutte contre le dopage,. Jacques Legendre se plaint de l'usage de l'anglais lors des réunions du comité de candidature.
Le 15 mai 2001, la commission d'évaluation rend son verdict, Paris, Toronto et Pékin ont un dossier jugé excellent, ce qui officieusement exclut de la course Osaka et Istanbul,.
Finalement, lors du vote qui échoua, la déception n'est pourtant pas forte, dans la mesure où le résultat était attendu depuis des mois,,. Sur place, la délégation française, notamment composée par Bertrand Delanoë, Lionel Jospin, Jean-Paul Huchon, Zinédine Zidane, Anne Hidalgo, Béatrice Hess et Tacko Diouf, accusait un vote joué d'avance sur les directives de Samaranch, la prépondérance de la démographie et dénonce que les anglais et espagnols auraient préféré ne pas voter en faveur de Paris pour ne pas handicaper leurs propres candidatures pour les Jeux de 2012,,,.

#### Projet
Le dossier de présentation sur Issuu : Volume 1 (présentation de Paris), Volume 2 (sites sportifs) : I, II, III, IV, V (Jeux paralympiques) et Volume 3 (organisation générale)
Les dates proposés pour les Jeux olympiques étaient du 18 juillet (le tournoi de football commence le 16 juillet) au 3 août 2008. Les Jeux paralympiques prenaient place du 22 août au 2 septembre 2008.
La Plaine Saint-Denis aurait été le lieu du village olympique, designé par Yves Lion, accompagné d'un plan de réhabilitation de la ville. Le village des médias après avoir hésité avec le nord de Paris, était prévu au parc des expositions de la porte de Versailles.
Quatre pôles franciliens étaient prévus, la répartition des sites étant compacte : Nord-Est, Sud-Ouest, Centre et Sud. Le pôle principal serait la partie nord-est, avec la moitié des sites et le village olympique, s'articulant autour du boulevard Macdonald renommé alors « boulevard des Sports ».
Des projets de transports étaient envisagés : le prolongement de la ligne 12 de métro jusqu'au pont de Stains, la gare évangile du RER E, le prolongement de la ligne 8 du tramway à La Plaine Saint-Denis.
| Site                                | Zone (pôle)                         | Statut       | Sport olympique                           | Sport paralympique                       |
| ----------------------------------- | ----------------------------------- | ------------ | ----------------------------------------- | ---------------------------------------- |
| Stade de France                     | Saint-Denis (nord-est)              | Existant     | Cérémonies                                | Cérémonies                               |
| Stade de France                     | Saint-Denis (nord-est)              | Existant     | Athlétisme                                | Athlétisme                               |
| Stade de France                     | Saint-Denis (nord-est)              | Existant     | Football (finale homme)                   | Athlétisme                               |
| Superdome ou Très Grande Salle      | Boulevard des Sports (nord-est)     | À construire | Basket-ball                               | Basket-ball en fauteuil                  |
| Superdome ou Très Grande Salle      | Boulevard des Sports (nord-est)     | À construire | Gymnastique                               | Basket-ball en fauteuil                  |
| Pavillon Basket-ball                | Boulevard des Sports (nord-est)     | Temporaire   | Basket-ball                               | Basket-ball en fauteuil et sport adaptés |
| Pavillon Badminton                  | Boulevard des Sports (nord-est)     | Temporaire   | Badminton                                 | Boccia                                   |
| Pavillon Handball                   | Boulevard des Sports (nord-est)     | Temporaire   | Handball                                  |                                          |
| Vélodrome                           | Aubervilliers (nord-est)            | À construire | Cyclisme sur piste                        | Cyclisme sur piste                       |
| Allée de Longchamp                  | Bois de Boulogne (pôle sud-ouest)   | Existant     | Cyclisme sur route (départ et arrivée)    | Cyclisme sur route (départ et arrivée)   |
| Parc de Saint-Cloud                 | (pôle sud-ouest)                    | Existant     | VTT                                       |                                          |
| Esplanade des Invalides             | Paris (centre)                      | Existant     | Équitation (Saut d'obstacles et Dressage) |                                          |
| Esplanade des Invalides             | Paris (centre)                      | Existant     | Pentathlon moderne                        |                                          |
| Hippodrome de Longchamp             | (pôle sud-ouest)                    | Existant     | Concours complet                          |                                          |
| Grand Palais                        | Paris (centre)                      | Existant     | Escrime                                   | Escrime                                  |
| Grand Palais                        | Paris (centre)                      | Existant     | Escrime                                   | Judo                                     |
| Champ-de-Mars                       | Paris (centre)                      | Existant     | Beach-volley                              |                                          |
| Pavillon Volley-ball                | Parc André-Citroën (pôle sud-ouest) | Temporaire   | Volley-ball                               |                                          |
| Bois de Boulogne                    | (pôle sud-ouest)                    | Existant     | Triathlon                                 |                                          |
| Palais Omnisport de Paris-Bercy     | Paris (sud)                         | Existant     | Judo                                      | Volley-ball                              |
| Palais Omnisport de Paris-Bercy     | Paris (sud)                         | Existant     | Volley-ball (phases finales)              | Volley-ball                              |
| Stade Pierre-de-Coubertin           |                                     |              | Taekwondo                                 | Goalball                                 |
| Stade Pierre-de-Coubertin           | Volley-ball (phases éliminatoires)  |              |                                           | Goalball                                 |
| Stade Jean-Bouin                    | Paris (sud-ouest)                   | Existant     | Hockey sur gazon                          |                                          |
| Stade Roland-Garros                 | Paris (sud-ouest)                   | Existant     | Tennis                                    | Tennis en fauteuil                       |
| Halle Georges-Carpentier            | Paris (sud)                         | Existant     | Tennis de table                           | Tennis de table                          |
| Palais des sports                   | (pôle sud-ouest)                    | Existant     | Haltérophilie                             |                                          |
| Piscine olympique principale        | Boulevard des Sports (nord-est)     | À construire | Natation                                  |                                          |
| Piscine olympique principale        | Boulevard des Sports (nord-est)     | À construire | Plongeon                                  |                                          |
| Piscine olympique principale        | Boulevard des Sports (nord-est)     | À construire | Natation synchronisée                     |                                          |
| Piscine olympique                   | Créteil (pôle sud-est)              | À construire | Water-polo                                |                                          |
| Parc de Bagatelle                   | Bois de Boulogne (pôle sud-ouest)   | Temporaire   | Tir à l'arc                               |                                          |
| Stade Pershing                      | (pôle sud-est)                      | Existant     | Baseball                                  |                                          |
| Centre de Baseball / Softball       | Puiseux-en-France (nord-est)        | À construire | Baseball                                  |                                          |
| Centre de Baseball / Softball       | Puiseux-en-France (nord-est)        | À construire | Softball                                  |                                          |
| Base nautique de Vaires-sur-Marne   | (sud)                               | À rénover    | Aviron                                    |                                          |
| Base nautique de Vaires-sur-Marne   | (sud)                               | À rénover    | Canoë-kayak                               |                                          |
| Paris Expo Porte de Versailles      | Paris                               | Existant     | Boxe                                      |                                          |
| Paris Expo Porte de Versailles      | Paris                               | Existant     | Lutte                                     |                                          |
| Parc Georges-Valbon (centre de tir) | La Courneuve (pôle nord-est)        | À construire | Tir                                       |                                          |
| Parc des Princes                    | Paris (sud-ouest)                   | Existant     | Football                                  |                                          |
| Stade Charléty                      | Paris (sud)                         | Existant     | Football                                  | Football                                 |
| Port des Minimes                    | La Rochelle                         | Existant     | Voile                                     | Voile                                    |
| Stade Bollaert-Delelis              | Lens                                | Existant     | Football                                  |                                          |
| Stade Vélodrome                     | Marseille                           | Existant     | Football                                  |                                          |
| Stade de Gerland                    | Lyon                                | Existant     | Football                                  |                                          |
| Stade Auguste-Bonal                 | Sochaux                             | Existant     | Football                                  |                                          |
| Stade de la Beaujoire               | Nantes                              | Existant     | Football                                  |                                          |
| Stade Jules-Deschaseaux             | Le Havre                            | Existant     | Football                                  |                                          |

1. ↑  48° 53′ 57″ N, 2° 23′ 11″ E
2. ↑  Construit sur le fort homonyme.
3. ↑  Le cross aura lieu dans un parcours traversant le Bois de Boulogne et l'hippodrome d'Auteuil
4. ↑  Plus précisément aux pelouses de la Muette, près de la porte homonyme.
5. ↑  48° 53′ 58″ N, 2° 22′ 44″ E
6. ↑  48° 46′ 16″ N, 2° 27′ 15″ E
7. ↑  Le centre de tir sur cibles existant serait reconstruit aux normes 48° 56′ 05″ N, 2° 22′ 57″ E, le tir au plateau est temporaire48° 56′ 30″ N, 2° 24′ 05″ E.

### Osaka

Osaka

Les sites proposés étaient sur deux îles artificielles, Maishima et Yumeshima. La candidature de la ville japonaise souffrit de son déficit énorme, d'une congestion importante dans le trafic routier et du dossier de la commission d'évaluation qui ne la classe pas dans le trio de tête.

### Toronto

Toronto

Le plan de la ville est concentré et considéré comme abouti, avec peu d'infrastructures à construire, mais la ville doit faire face à la plaisanterie raciste de son maire Mel Lastman.

### Istanbul

Istambul

La troisième candidature de la ville est plombée par une crise économique sans précédent (en).

### Autres villes

#### N'ayant pas été pré-sélectionnées
- Bangkok, Thaïlande
- Le Caire, Égypte
- La Havane, Cuba
- Kuala Lumpur, Malaisie
- Séville, Espagne

#### Villes ayant eu l'intention d'être candidates
- Buenos Aires, Argentine
- Monterrey, Mexique
- Rio de Janeiro, Brésil
- Le Cap, Afrique du Sud
- Lisbonne, Portugal
- Krasnaïa Poliana, Russie

## Controverse
En octobre 2009, Yuan Weimin, ancien ministre chinois des Sports, révèle un accord secret entre les représentants chinois et Jacques Rogge, alors président du CIO, pour assurer l'attribution des Jeux de Pékin. Cette information a été révélée par le quotidien britannique The Times qui s'est procuré le livre de Yuan Weimin.